# Martín Vizcarra
Martín Alberto Vizcarra Cornejo (* 22. března 1963 Lima) je peruánský stavební inženýr, ekonom, politik a od roku 2018 do roku 2020 prezident Peru.

## Životopis
Jeho otec César Vizcarra Vargas byl členem politické strany Americké lidové revoluční aliance, starostou Moqueguy a členem ústavního shromáždění v roce 1978. Vysokoškolské vzdělání Vizcarra získal v roce 1984 na Národní technické univerzitě v Limě, později (2009) získal titul i na soukromé Vysoké škole správní a obchodní (ESAN) v Limě.
Svoji politickou kariéru začal ve svém domovském regionu Moquegua, kde v roce 2006 kandidoval pod vedením Americké lidové revoluční aliance na pozici guvernéra, ale neuspěl. Vizcarra v roce 2008 vedl protesty známé jako Moqueguazo proti těžařským koncesím a budování průmyslových závodů. Přicestoval do Limy, aby zprostředkoval krizi a vysvětlil otázku Peruánské radě ministrů, která se dohodla na nezbytných změnách zákonů.
V roce 2011 byl Vizcarra zvolen za guvernéra Moqueguy. Během jeho funkčního období se sociální indexy zlepšily a vyhnul se korupčním otázkám a Washington Post ho popsal jako „jeden z vzácných příkladů“ v Peru. Také urovnal jiný důlní konflikt mezi těžebním podnikem Anglo American a obyvateli a obávali se, že pitná voda bude kontaminována mědí. Vizcarra sloužil jako guvernér do konce roku 2014.
Vizcarra byl zvolen do funkce prvního viceprezidenta Peru po volbách v roce 2016, které zvítězil Pedro Pablo Kuczynski z politické strany Peruanos por el Kambio (Peruánci pro změnu). Krátce poté byl jmenován ministrem dopravy a spojů; v této funkci sloužil zhruba rok. Během série povodní koncem roku 2017 a počátkem roku 2018, které zdevastovaly velkou část Peru, byl pověřen řízením krize. Poté, co čelil stížnostem politických odpůrců a byl předvolán, aby poskytl svědectví v otázce projektu výstavby mezinárodního letiště Chinchero v Cuscu, Vizcarra odstoupil z funkce ministra.
Po odstoupení z pozice ministra byl jmenován peruánským velvyslancem v Kanadě a vyhýbal se pozornosti veřejnosti. Do Peru se vrátil pouze během prvního vyšetřovacího řízení proti prezidentu Kuczynskému.
Po odstoupení prezidenta Kuczynského, obviněného z korupce, se Vizcarra 23. března 2018 vrátil do Peru, aby jako první viceprezident Peru převzal funkci prezidenta.
Dne 17. dubna 2018 Vizcarra podepsal jako první prezident v Jižní Americe zákon o změně klimatu, který umožnil zvýšit financování ministerstvu životního prostředí ke sledování změny klimatu a boji proti ní. Toho mělo být dosaženo analýzou emisí skleníkových plynů a posílením mezirezortní spolupráce v oblasti klimatu. Jedním z cílů zákona je podporovat výzkum klimatické změny jako takové a objevit možnosti, jak s ní efektivně bojovat.
Po několika korupčních skandálech, kterým čelila peruánská vláda, prezident Vizcarra 28. července 2018 vyzval k celostátnímu referendu, které by zakázalo soukromé financování politických kampaní, znovuzvolení zákonodárců a vytvořilo druhou legislativní komoru. Peruánci 9. prosince 2018 konečně přijali tři ze čtyř návrhů v referendu, nicméně odmítli poslední návrh na vytvoření dvoukomorového kongresu. Vizcarra se postavil proti němu poté, co kongres ovládaný Fujimoristy upravil jeho obsah tak, že by jeho schválení odebralo prezidentovi část pravomocí.
10. listopadu 2020 odvolal peruánský parlament kvůli obvinění z korupce prezidenta Vizcarra z funkce. Jeho pravomoci převzal předseda kongresu Manuel Merino de Lama.

## Vyznamenání

### Velmistr peruánských vyznamenání
Martín Vizcarra byl během výkonu funkce prezidenta Peru od 23. března 2018 do 9. listopadu 2020 velmistrem peruánských řádů.
- Řád peruánského slunce
- Řád za zásluhy
- Vojenský řád Ayacucho

### Zahraniční vyznamenání
- velkokříž s řetězem Národního řádu za zásluhy – Ekvádor, 2018[4]
- velkokříž s řetězem Řádu Isabely Katolické – Španělsko, 22. února 2019[5]
- velkokříž s řetězem Řádu prince Jindřicha – Portugalsko, 22. února 2019[6]
- Klíče od města Madrid – Madrid, Španělsko, 27. února 2019[7]